# Canararctia
Canararctia é um gênero de traça pertencente à família Arctiidae.